# Pula (Italia)
Pula è un comune italiano di 7 072 abitanti della città metropolitana di Cagliari in Sardegna, situato a sud-ovest del capoluogo. Fondata nel periodo medievale e sviluppatasi nel XVIII secolo, è famosa per il sito archeologico di Nora, risalente al periodo fenicio e romano. Grazie alle sue spiagge, nel XX secolo è diventata un'importante meta turistica.

## Origini del nome
Il nome Pula dovrebbe derivare dal greco pùle, che significa passaggio. Secondo un'altra interpretazione deriverebbe dal sardo padule, padula, paúle, paúli (palude, stagno).

## Storia
Pula sorge nelle vicinanze dell'antica città di Nora, fondata secondo la leggenda dagli Iberi condotti in Sardegna da Norace. Fu edificata in realtà dai Fenici intorno all'VIII secolo a.C. probabilmente su preesistenti insediamenti nuragici di cui rimangono alcune testimonianze. Passò nei secoli successivi prima ai Punici e poi ai Romani che la elevarono per un breve periodo a capitale della provincia di Sardegna e Corsica, per poi cedere la carica alla vicina Caralis (odierna Cagliari).
Dopo la caduta dell'Impero romano d'Occidente, a causa delle continue scorrerie, prima da parte dei Vandali e in seguito dei pirati Saraceni, la città di Nora, analogamente a molte altre città costiere sarde, cessò di esistere a partire dall'VIII secolo d.C. circa. L'Anonimo Ravennate nel 700 d.C. circa cita Nora come presidio.
Nel medioevo Padulis de Nura (Palude di Nora), villa sorta nelle vicinanze della città antica, fece parte del giudicato di Cagliari, nella curatoria di Nora. Alla caduta del giudicato (1258) passò alla famiglia pisana Della Gherardesca. Dopo la morte del conte Ugolino, avvenuta nel 1289, e la fallita rivolta dei figli, fu amministrata dal comune di Pisa. Nel 1324 avvenne la conquista aragonese, e gli aragonesi inglobarono la "Villa di Pula" nei possedimenti della corona. Il villaggio di Padulis de Nura appare citato nelle Rationes Decimarum del XIV secolo.
Durante le guerre tra il giudicato di Arborea e il Regno di Sardegna (1365-1409) la villa venne occupata più volte dalle armate arborensi. Tornato definitivamente in mano aragonese, il villaggio, ormai pressoché disabitato, fu infeudato alla potente famiglia iberica dei Carroz. Tra XVI e XVII secolo gli spagnoli edificarono lungo la costa tre torri d'avvistamento in funzione anti-barbaresca.
Intorno al 1363 il feudo venne incorporato, col nome di San Pietro Pula, nella contea di Quirra, trasformata in marchesato nel 1603 dei nuovi feudatari Centelles, che a partire dal 1630 ne favorirono il ripopolamento. La ripresa demografica non durò però a lungo; l'epidemia di peste del 1652 decimò la popolazione (che doveva inoltre difendersi dalle continue incursioni dei pirati barbareschi) e il nascente borgo si spopola nuovamente. Nel 1674 il territorio passò ai Borgia di Gandia e da questi ai Català nel 1726. Nel XVIII secolo il paese torna a nuova vita grazie alle iniziative dei frati mercedari e all'afflusso nella zona di agricoltori e pastori.

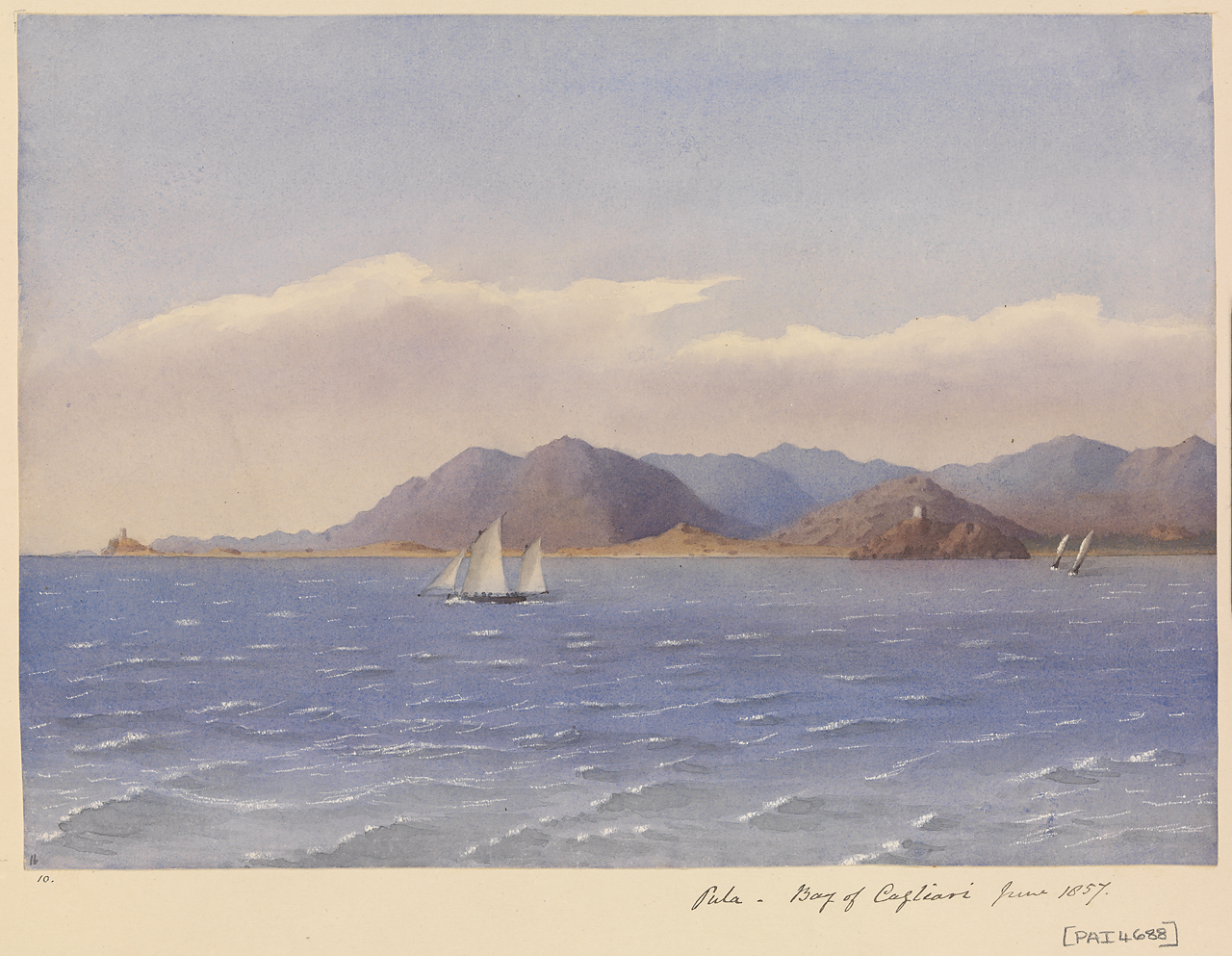
Pula (1857), National Maritime Museum

Nel 1839, in epoca sabauda, con la fine del sistema feudale, Pula venne riscattata all'ultimo feudatario, Filippo Osorio, e divenne comune del Regno di Sardegna e poi del Regno d'Italia dal 1861.

### Simboli

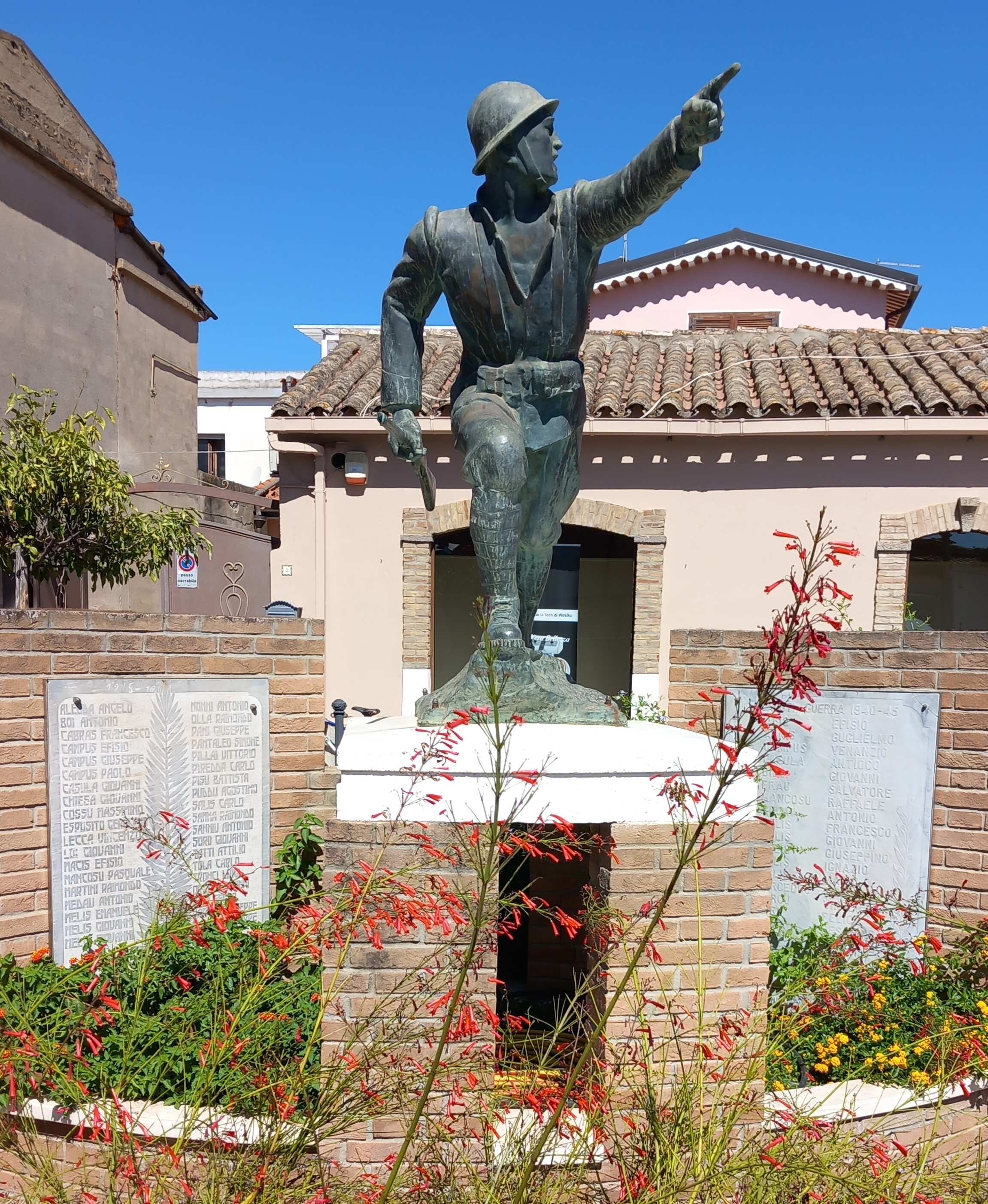
Monumento ai caduti

Lo stemma del comune di Pula è stato concesso, insieme al gonfalone municipale, con il decreto del presidente della Repubblica del 22 novembre 1979.
Il gonfalone è un drappo troncato di rosso e di bianco.

## Monumenti e luoghi d'interesse

### Architetture religiose
Tra i luoghi di culto si evidenziano:
- la chiesa di Sant'Efisio, risalente al XII secolo, è stata costruita a Nora nel luogo in cui il santo ha subito il martirio[12];
- la chiesa di San Raimondo Nonnato, convento settecentesco dei frati mercedari;
- il santuario della Madonna della Consolazione, edificato per volontà di fra Nazareno da Pula (1911 - 1992), è situato nella frazione di Is Molas;
- la chiesa di San Giovanni Battista (XIX secolo), in piazza Giovanni XXIII, custodisce due sarcofaghi marmorei, uno dei quali contiene le spoglie della duchessa di san Pietro Agostina Deroma, deceduta nel 1759.

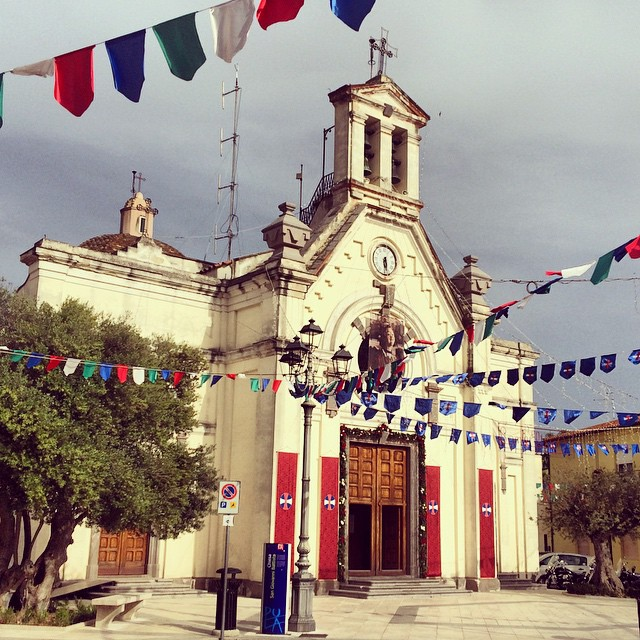
Chiesa di San Giovanni Battista
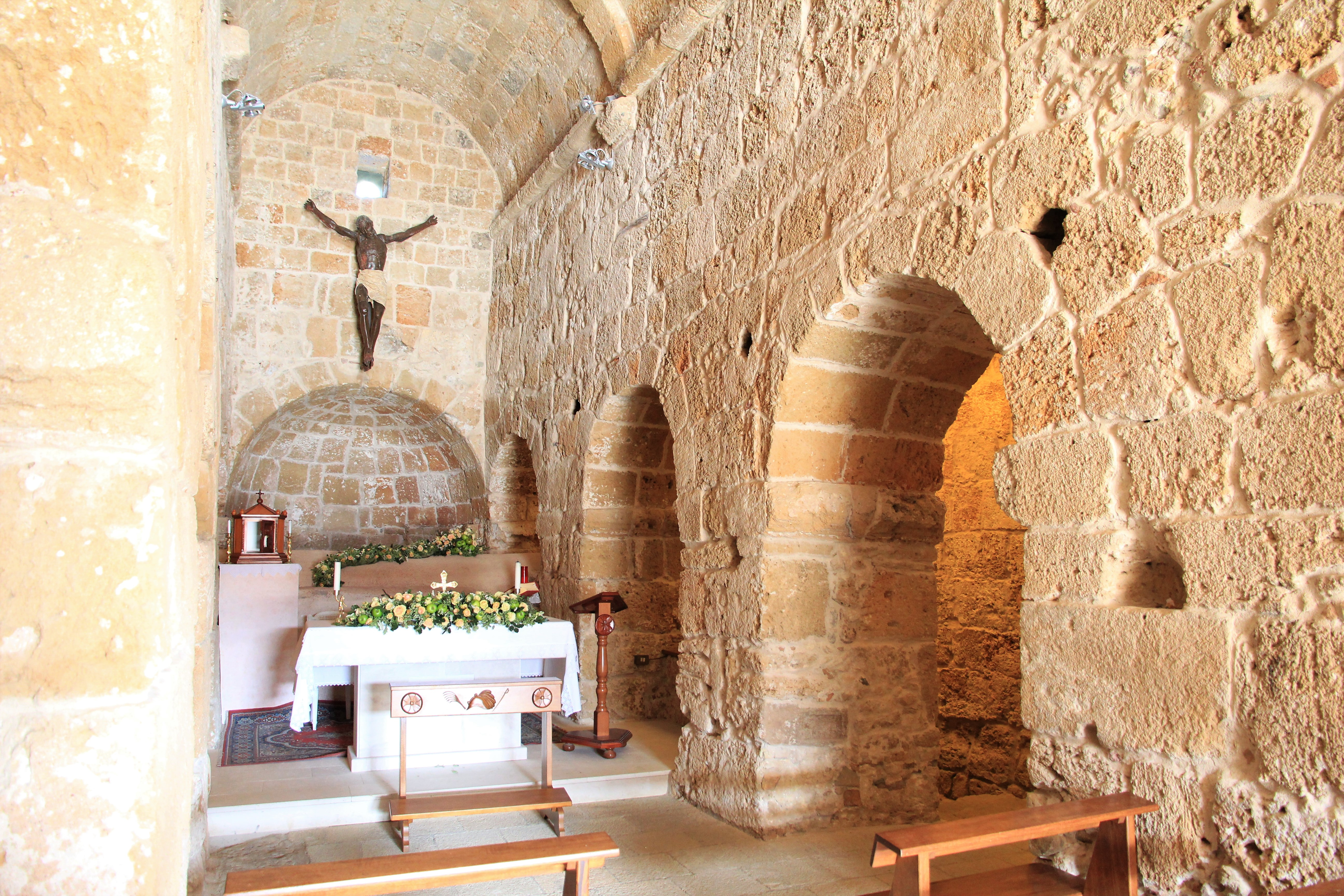
Interno della chiesa di Sant'Efisio
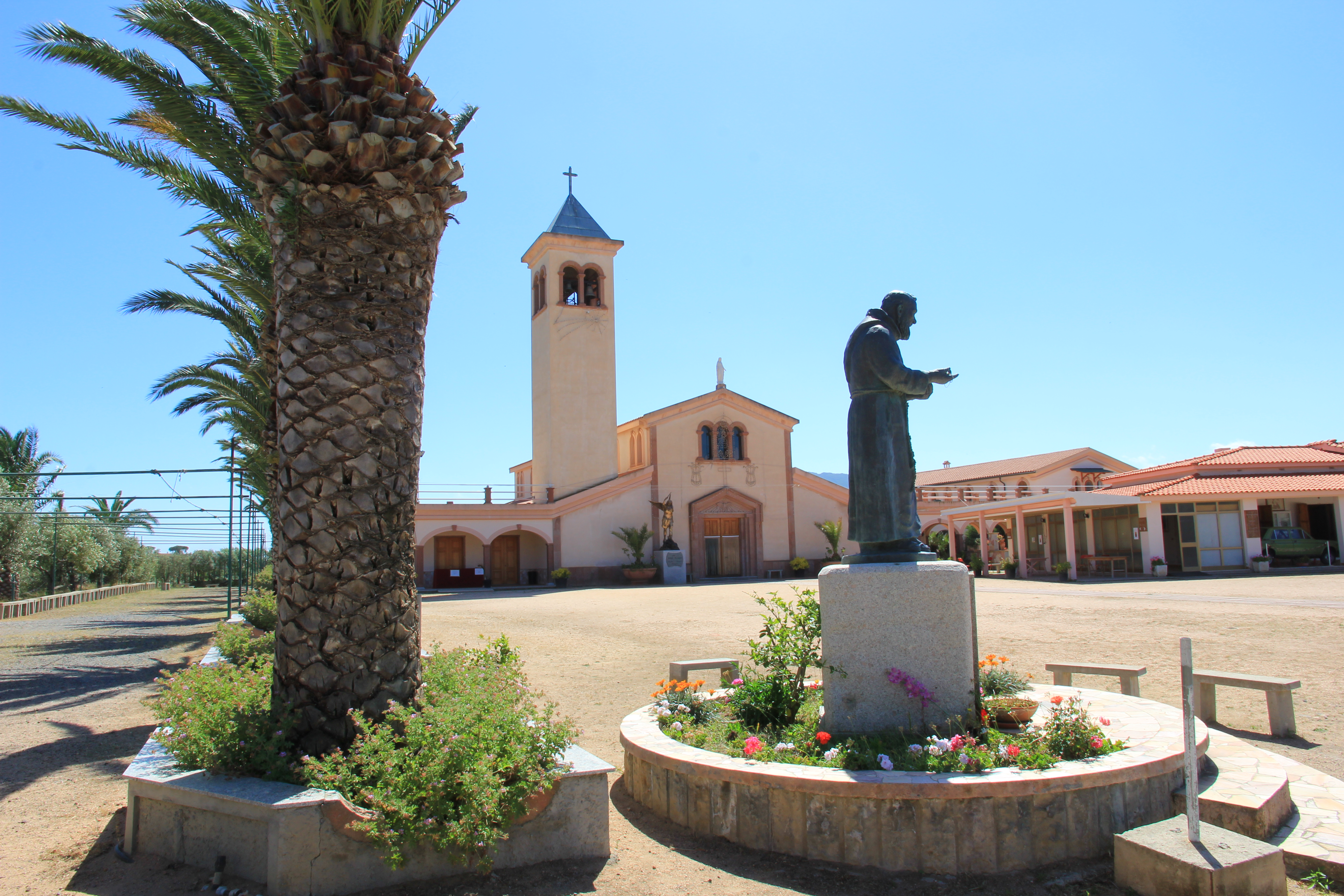
Santuario della Madonna della Consolazione

### Architetture civili

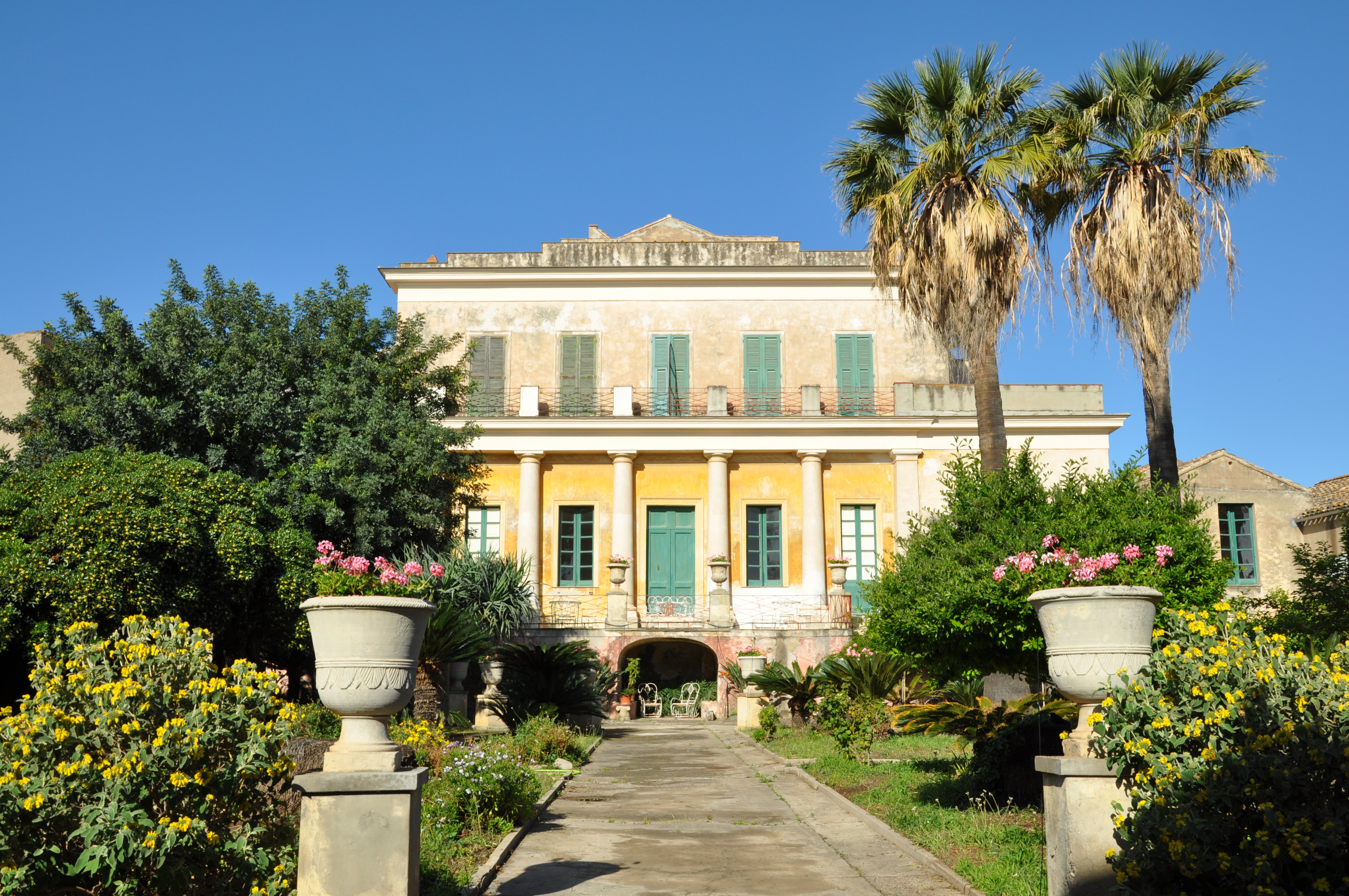
Villa Santa Maria

- Villa Santa Maria: villa aristocratica progettata dall'architetto Gaetano Cima nella prima metà dell'Ottocento sui ruderi dell'antica chiesa omonima.

### Architetture militari
- torre del Coltellazzo
- torre di Cala d'Ostia

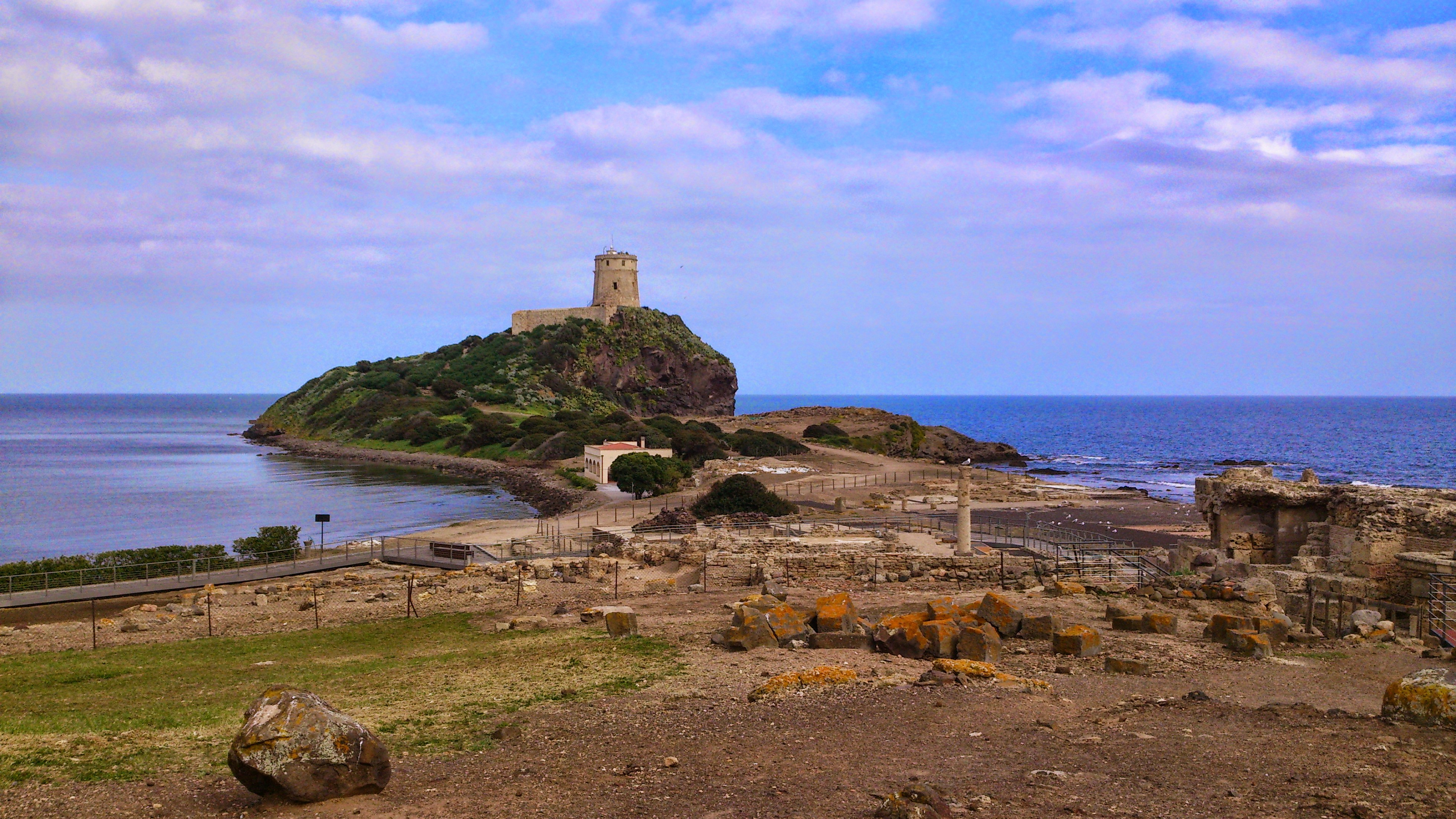
Torre del Coltellazzo vista dall'area archeologica di Nora

- torre di San Macario (sita nell'omonima isola)
- batteria antinave "Boggio" (fronte isola di San Macario)
- radar tedesco Saturn (punta Agumu)

### Siti archeologici

#### Nuraghi
- Nuraghe Santa Margherita, in ottimo stato di conservazione, si trova nei pressi della spiaggia omonima[13].

#### Nora

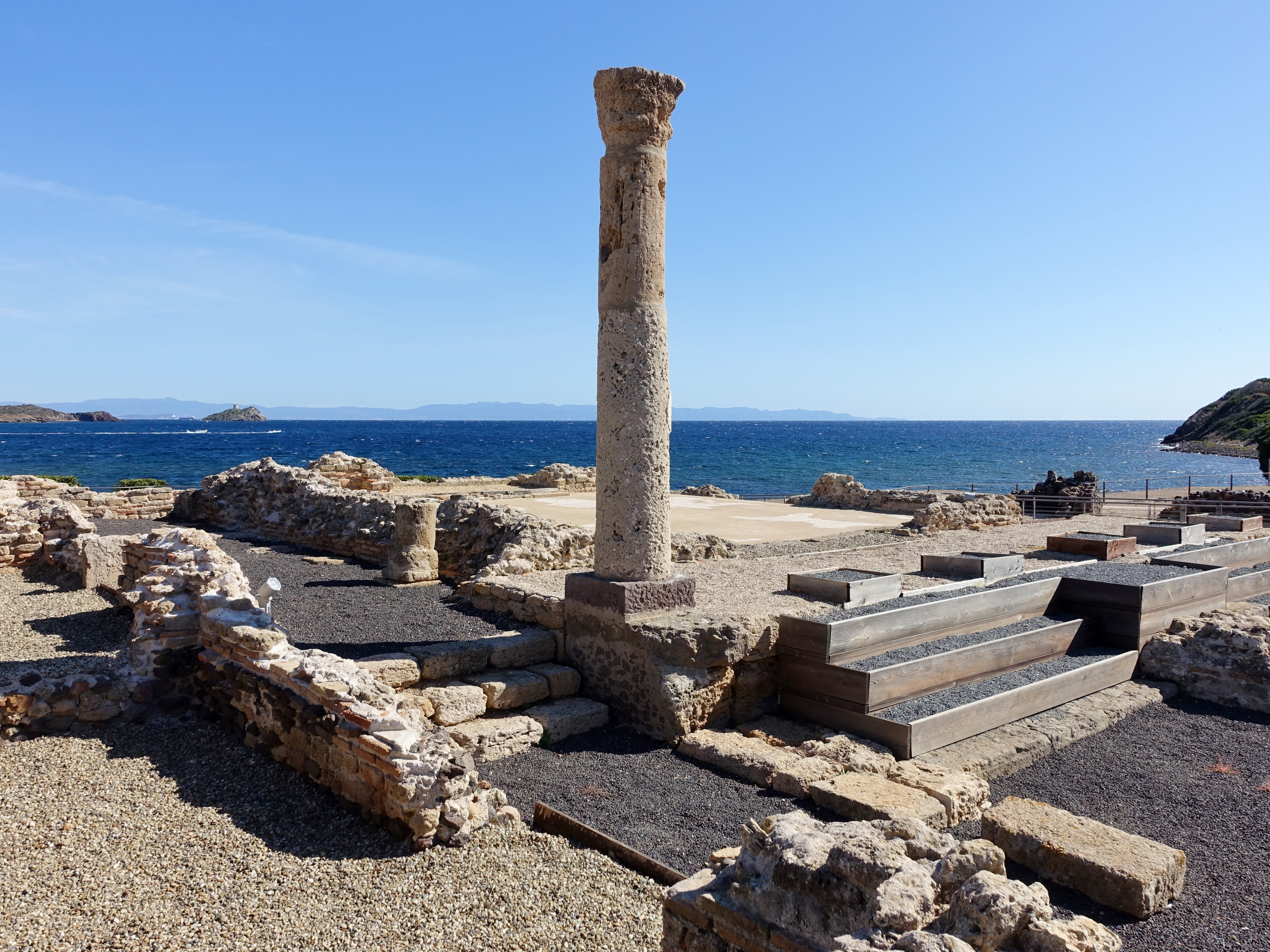
Colonna nel sito di Nora

Nel promontorio di Capo Pula sorgono i resti dell'antica città di Nora fondata dai fenici, che con tutta probabilità è il primo e più importante centro antico sull'isola. Il periodo fenicio è testimoniato dalla necropoli mentre tra i più interessanti ritrovamenti del successivo dominio romano vi sono colonne e pavimenti a mosaico.
I resti furono scoperti casualmente, quando una violenta mareggiata riportò alla luce una parte dell'edificio funerario del tophet. Le scoperte eccezionali si susseguirono, il ritrovamento più eclatante fu il teatro, probabilmente anche per le sue buone condizioni di conservazione. Quest'opera viene attualmente utilizzata per un'interessante rassegna culturale.
Poco distante, una singola colonna è quanto rimane del tempio romano e adiacente ad essa il Foro, centro sociale ed economico della città. Non lontano si trova il tempio dedicato alla dea Tanit, supposizione avanzata dopo il ritrovamento di una pietra piramidale che raffigurerebbe la divinità. Particolarmente interessante è il complesso termale, i cui ruderi danno l'idea dell'imponenza della struttura.

### Aree di interesse naturalistico

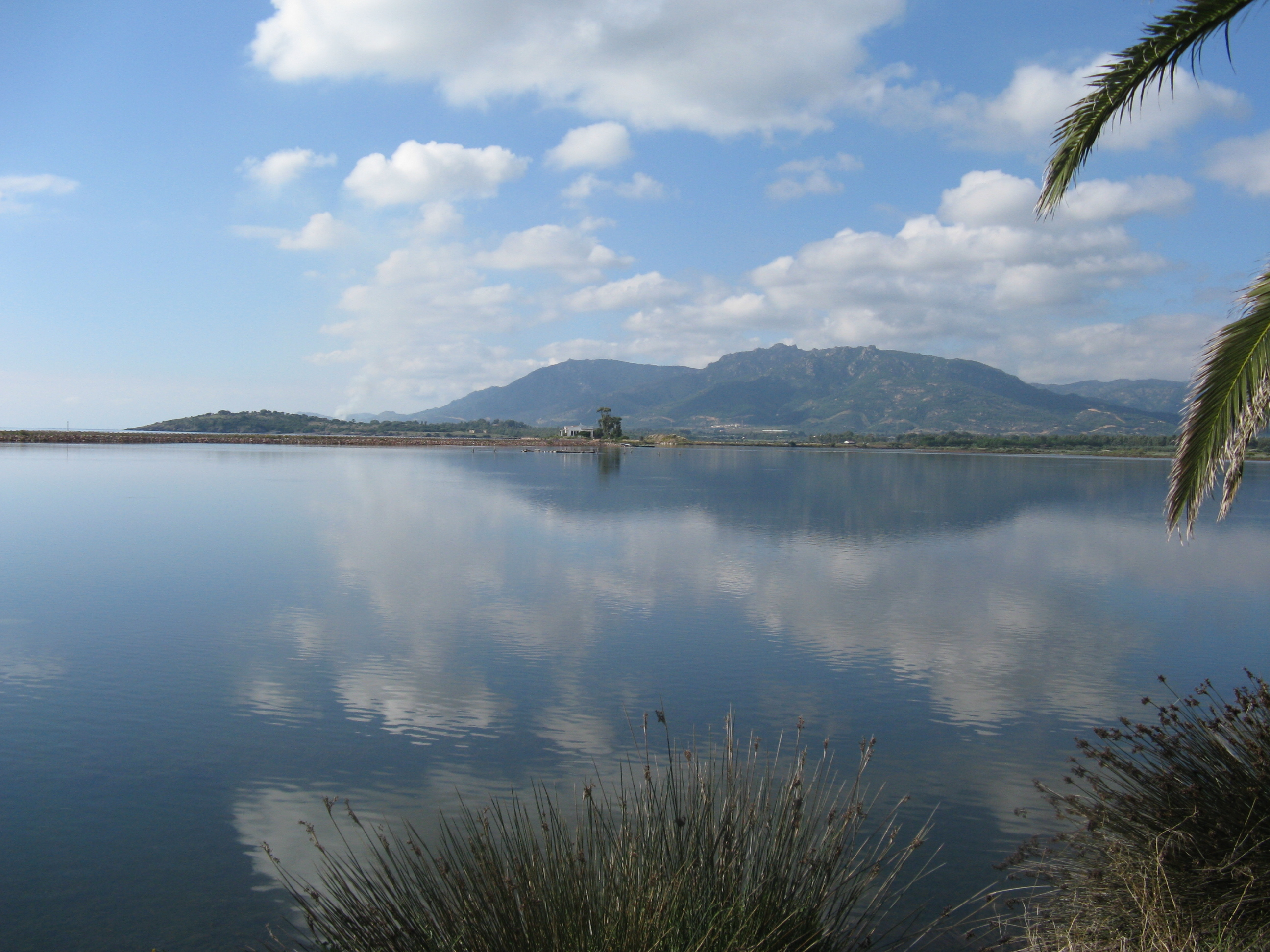
Stagno di Nora

- stagno di Nora
- stagno di Stangioni Campumatta
- foresta di Is Cannoneris

### Altro
Pula si sviluppa intorno a piazza del Popolo, elegante centro della vita cittadina che ospita bar, ristoranti e, durante l'estate, spettacoli ed eventi culturali.

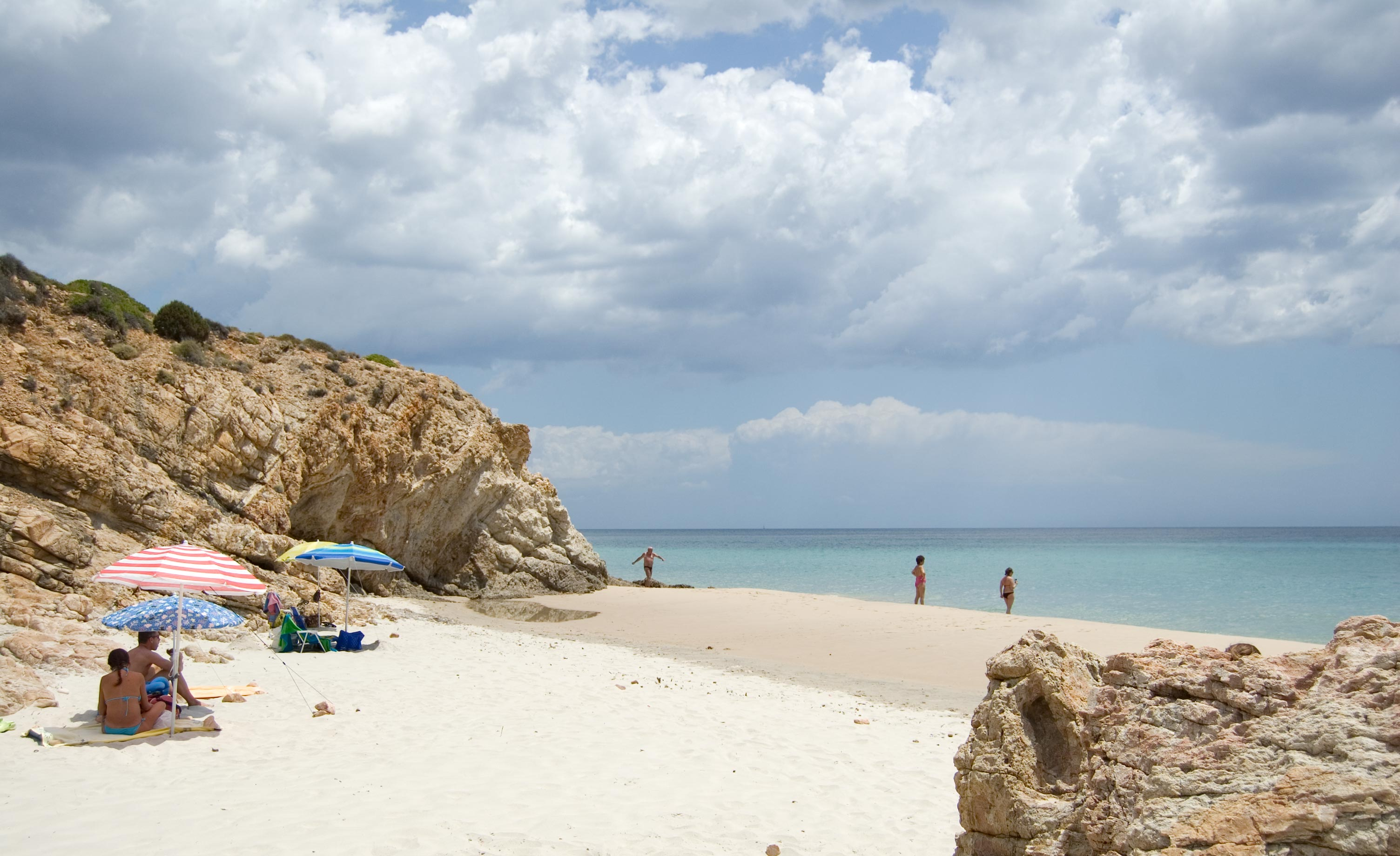
Spiaggia del Pinus Village a Santa Margherita

#### Spiagge
Pula è famosa per le sue spiagge che sono diventate meta di surfisti e di appassionati di pesca subacquea e immersioni. Ai piedi del promontorio di Capo Pula si trova la spiaggia di Nora, dove il mare ha un fondale basso; è fraquentata soprattutto da famiglie e surfisti. La spiaggia di Santa Margherita di Pula è caratterizzata da sabbia bianca e dalla vasta pineta in cui è immersa; racchiude diverse calette come Cala d'Ostia e Cala Verde, nella quale si trova il porto turistico. Altre spiagge della zona sono quelle di Su Guventeddu, Punta d'Agumu e Foxi 'e Sali.

## Società

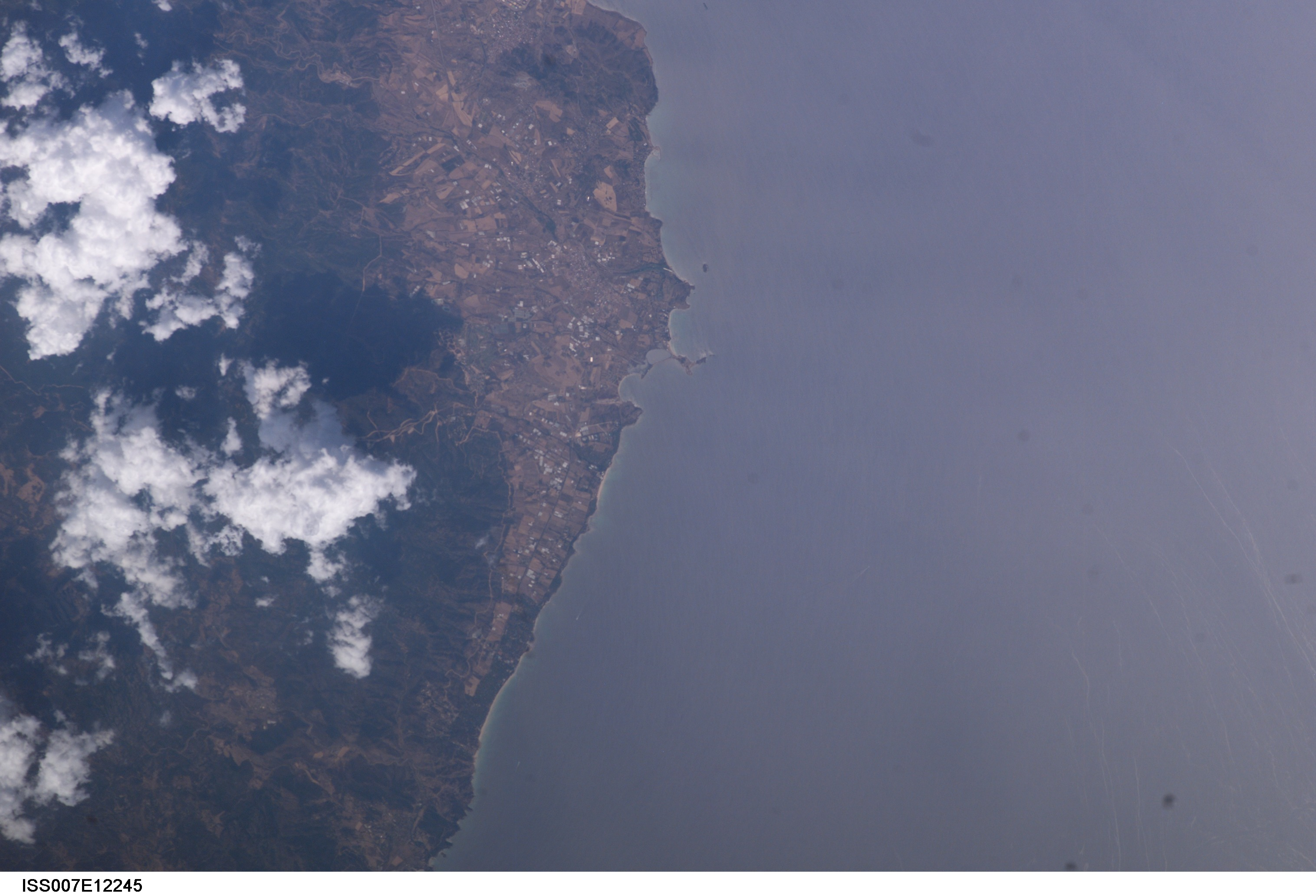
Vista satellitare deI territorio comunale

### Evoluzione demografica
Abitanti censiti

### Etnie e minoranze straniere
Al 31 dicembre 2019 la popolazione straniera ammontava a 215 persone pari al 2,9% circa della popolazione totale. Le nazionalità principali erano:
- Tunisia 31
- Germania 21
- Cina 20

### Lingue e dialetti
La variante del sardo parlata a Pula è il campidanese comune.

### Tradizioni e folclore
Una delle feste popolari più importanti di Pula è il tradizionale rito del pellegrinaggio in onore di Sant'Efisio. Si tiene a maggio con partenza dal centro cittadino e arrivo alla chiesa di Sant'Efisio a Nora.

## Cultura

### Ricerca

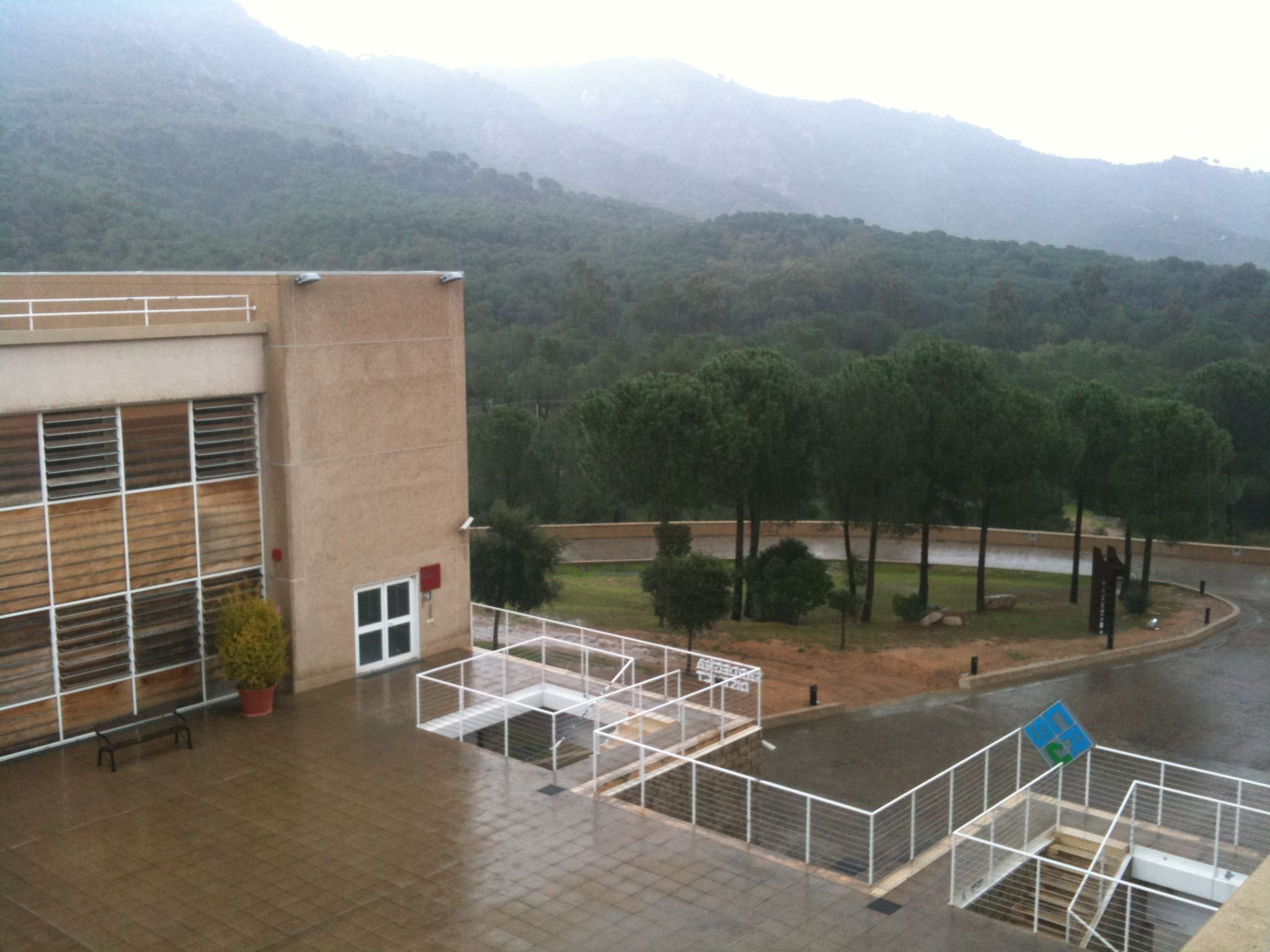
Parco tecnologico, sede

#### Parco Scientifico e Tecnologico
Pula è anche la sede del "Parco Tecnologico", uno dei centri operativi del consorzio "Sardegna Ricerche". In queste strutture sono alloggiati uffici e laboratori di alta tecnologia, espressione della volontà di proporre la Sardegna come possibile "California": terreno dove sviluppare idee e sperimentare il presente e il futuro della ricerca scientifica.

### Musei
- Museo archeologico Giovanni Patroni: situato in corso Vittorio Emanuele, custodisce i reperti provenienti da Nora[12].
- Museo Norace: possiede due collezioni, una di mineralogia e una di numismatica.

## Amministrazione

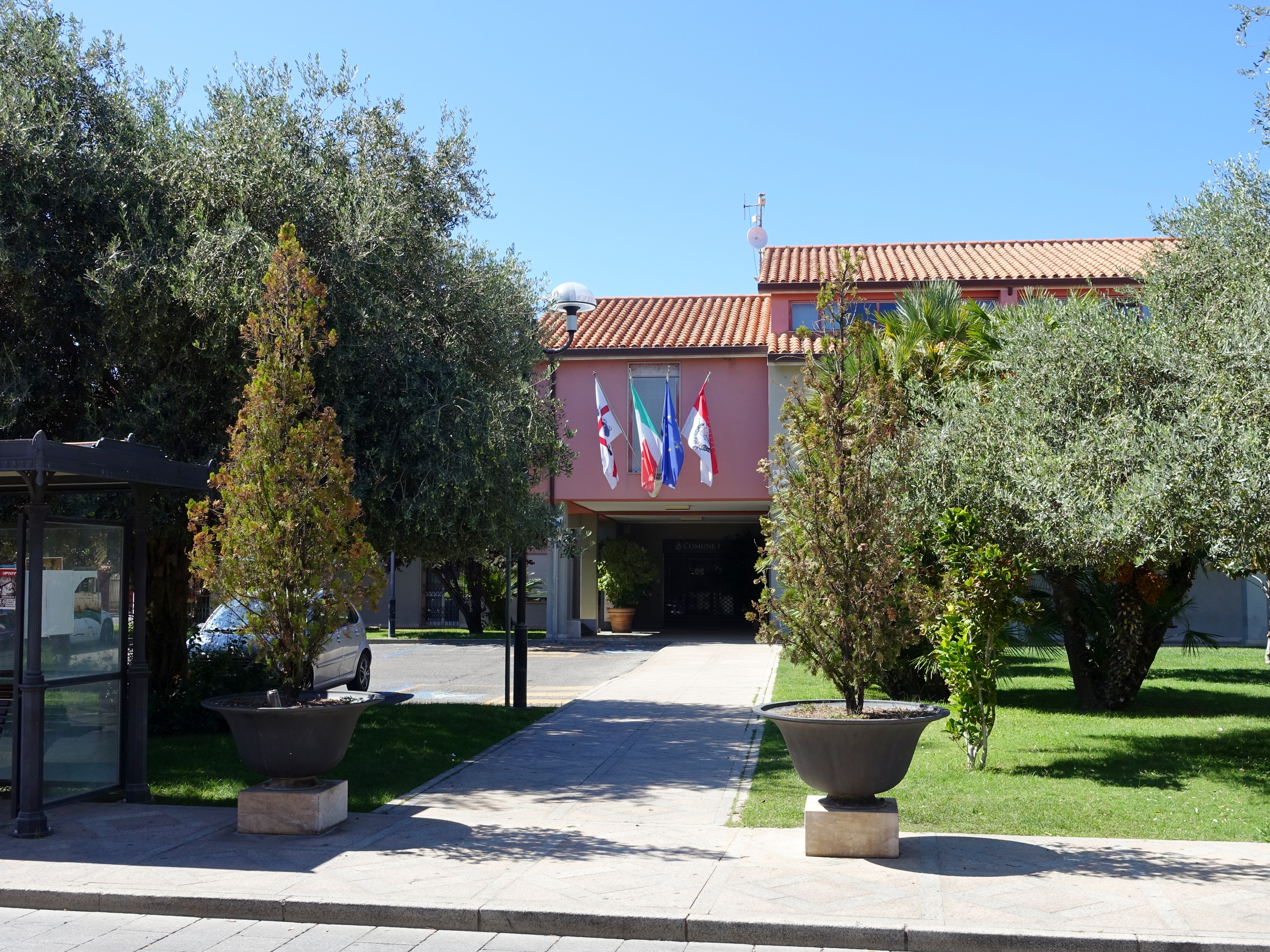
Il municipio

| Periodo          | Periodo          | Primo cittadino         | Partito                                    | Carica  | Note   |
| ---------------- | ---------------- | ----------------------- | ------------------------------------------ | ------- | ------ |
| 21 novembre 1993 | 16 novembre 1997 | Antonio Giulio Corronca | lista civica "eterogenea"                  | Sindaco | [ 17 ] |
| 16 novembre 1997 | 26 maggio 2002   | Mario De Donato         | lista civica                               | Sindaco | [ 18 ] |
| 26 maggio 2002   | 12 giugno 2004   | Francesco Loi           | lista civica                               | Sindaco | [ 19 ] |
| 12 giugno 2004   | 7 giugno 2009    | Walter Cabasino         | lista civica                               | Sindaco | [ 20 ] |
| 7 giugno 2009    | 25 maggio 2014   | Walter Cabasino         | lista civica "Continuare per il Domani"    | Sindaco | [ 21 ] |
| 25 maggio 2014   | 11 giugno 2017   | Carla Medau             | lista civica "Cittadinanza Attiva"         | Sindaco | [ 22 ] |
| 11 giugno 2017   | 13 giugno 2022   | Carla Medau             | lista civica "Uniti per Pula"              | Sindaco | [ 23 ] |
| 13 giugno 2022   | in carica        | Walter Cabasino         | lista civica "Pula 2022: Verso il Futuro " | Sindaco | [ 24 ] |

## Sport

### Calcio
La squadra di calcio locale è l'FCD Pula, fondata dopo la caduta dell'A.S.D. Calcio Pula.

### Calcio a 5
Fondato nel 2017, il Futsal Femminile Pula disputa il campionato di Serie C regionale di calcio a 5 femminile; disputa le partite casalinghe al palazzetto comunale di Villa San Pietro.

### Tennis
Il Tennis club del Forte Village in località Santa Margherita organizza ogni anno diversi tornei dei circuiti ITF maschile e femminile, che permettono a tennisti/e professionisti/e di migliorare il proprio ranking ATP e WTA al fine di accedere ai tornei internazionali più prestigiosi.
Nell'ottobre 2020, sui campi del Forte Village si tiene inoltre il primo torneo del circuito maggiore mai ospitato in Sardegna, l'ATP 250 Forte Village Sardegna Open, la cui seconda e ultima edizione si è disputata l'anno successivo a Cagliari.

### Golf
In località Is Molas si trova il campo da golf dell'A.S.D. Circolo Golf Is Molas; è dagli anni 1980 uno dei più rinomati a livello nazionale e punto di riferimento per il golf in Sardegna. Situato in prossimità del mare e protetto dalle colline che lo circondano, gode di un clima particolarmente favorevole che lo rende utilizzabile tutto l'anno.